# Il cavaliere del male (colonna sonora)
Il cavaliere del male (soundtrack) (Tales From The Crypt Presents: Demon Knight), pubblicato nel 1994, è una compilation contenente le tracce selezionate come soundtrack del film horror statunitense Il cavaliere del male. Tutte le canzoni sono state composte la maggior parte da band di genere metal, tra le quali Pantera, Megadeth, Machine Head e Sepultura e hip hop come i Gravediggaz.

## Tracce
1. Pantera: Cemetery Gates (Demon Knight Edit) - 5:47
2. Ministry: Tonight We Murder - 3:56
3. Machine Head: My Misery (Demon Knight) - 4:28
4. Megadeth: Diadems - 3:55
5. The Melvins: Instant Larry - 4:06
6. Rollins Band: Fall Guy - 3:53
7. Biohazard: Beaten - 3:10
8. Sepultura: Policia - 1:46
9. Filter: Hey Man, Nice Shot (Bill Kennedy Mix) - 5:20
10. Gravediggaz: 1-800-Suicide - 4:19